# Grand Prix automobile d'Italie 1982
Résultats du Grand Prix d'Italie de Formule 1 1982 qui a eu lieu sur le circuit de Monza le 12 septembre 1982.

## Classement
| Pos. | No | Pilote             | Écurie          | Tours | Temps/Abandon                      | Grille | Points |
| ---- | -- | ------------------ | --------------- | ----- | ---------------------------------- | ------ | ------ |
| 1    | 16 | René Arnoux        | Renault         | 52    | 1 h 22 min 25 s 734 (219,735 km/h) | 6      | 9      |
| 2    | 27 | Patrick Tambay     | Ferrari         | 52    | + 14 s 064                         | 3      | 6      |
| 3    | 28 | Mario Andretti     | Ferrari         | 52    | + 48 s 452                         | 1      | 4      |
| 4    | 7  | John Watson        | McLaren-Ford    | 52    | + 1 min 27 s 845                   | 12     | 3      |
| 5    | 3  | Michele Alboreto   | Tyrrell-Ford    | 51    | + 1 tour                           | 11     | 2      |
| 6    | 25 | Eddie Cheever      | Ligier-Matra    | 51    | + 1 tour                           | 14     | 1      |
| 7    | 12 | Nigel Mansell      | Lotus-Ford      | 51    | + 1 tour                           | 23     |        |
| 8    | 6  | Keke Rosberg       | Williams-Ford   | 50    | + 2 tours                          | 7      |        |
| 9    | 10 | Eliseo Salazar     | ATS-Ford        | 50    | + 2 tours                          | 25     |        |
| 10   | 22 | Andrea De Cesaris  | Alfa Romeo      | 50    | + 2 tours                          | 9      |        |
| 11   | 20 | Chico Serra        | Fittipaldi-Ford | 49    | + 3 tours                          | 26     |        |
| 12   | 30 | Mauro Baldi        | Arrows-Ford     | 49    | + 3 tours                          | 24     |        |
| Nc.  | 14 | Roberto Guerrero   | Ensign-Ford     | 40    | Non classé                         | 18     |        |
| Abd. | 11 | Elio De Angelis    | Lotus-Ford      | 33    | Accélérateur                       | 17     |        |
| Abd. | 23 | Bruno Giacomelli   | Alfa Romeo      | 32    | Tenue de route                     | 8      |        |
| Abd. | 29 | Marc Surer         | Arrows-Ford     | 28    | Allumage                           | 19     |        |
| Abd. | 15 | Alain Prost        | Renault         | 27    | Injection                          | 5      |        |
| Abd. | 8  | Niki Lauda         | McLaren-Ford    | 21    | Freins                             | 10     |        |
| Abd. | 31 | Jean-Pierre Jarier | Osella-Ford     | 10    | Perte d'une roue                   | 15     |        |
| Abd. | 1  | Nelson Piquet      | Brabham-BMW     | 7     | Embrayage                          | 2      |        |
| Abd. | 2  | Riccardo Patrese   | Brabham-BMW     | 6     | Embrayage                          | 4      |        |
| Abd. | 26 | Jacques Laffite    | Ligier-Matra    | 5     | Boîte de vitesses                  | 21     |        |
| Abd. | 36 | Teo Fabi           | Toleman-Hart    | 2     | Moteur                             | 22     |        |
| Abd. | 5  | Derek Daly         | Williams-Ford   | 0     | Collision                          | 13     |        |
| Abd. | 35 | Derek Warwick      | Toleman-Hart    | 0     | Collision                          | 16     |        |
| Abd. | 4  | Brian Henton       | Tyrrell-Ford    | 0     | Collision                          | 20     |        |
| Nq.  | 17 | Rupert Keegan      | March-Ford      |       | Non qualifié                       |        |        |
| Nq.  | 9  | Manfred Winkelhock | ATS-Ford        |       | Non qualifié                       |        |        |
| Nq.  | 18 | Raul Boesel        | March-Ford      |       | Non qualifié                       |        |        |
| Nq.  | 33 | Tommy Byrne        | Theodore-Ford   |       | Non qualifié                       |        |        |

## Pole position et record du tour
- Pole position : Mario Andretti en 1 min 28 s 473 (vitesse moyenne : 236,004 km/h).
- Meilleur tour en course : René Arnoux en 1 min 33 s 619 au 25e tour (vitesse moyenne : 223,032 km/h).

## Tours en tête
- René Arnoux : 52 (1-52)

## À noter
- 4e victoire pour René Arnoux.
- 11e victoire pour Renault en tant que constructeur.
- 11e victoire pour Renault en tant que motoriste.
- 99e et dernier Grand Prix pour l'écurie Ensign.